# Рудянська сільська рада (Жидачівський район)
| Рудянська сільська рада — орган місцевого самоврядування у Жидачівському районі Львівської області з адміністративним центром у с. Руда. Історична дата утворення: в 1946 році. Водоймища на території, підпорядкованій даній раді: річка Бережниця. Сільській раді підпорядковані населені пункти: - с. Руда - с. Ганнівці |

## Склад ради
Рада складається з 14 депутатів та голови.

### Керівний склад ради
| ПІБ                        | Основні відомості                                                               | Дата обрання | Дата звільнення |
| -------------------------- | ------------------------------------------------------------------------------- | ------------ | --------------- |
| Гебра Володимир Євстахович | Сільський голова, 1954 року народження, освіта, безпартійний                    | 26.03.2006   | 31.10.2010      |
| Гебра Володимир Євстахович | Сільський голова, 1954 року народження, освіта середня спеціальна, безпартійний | 31.10.2010   |                 |

Примітка: таблиця складена за даними джерела